# 新SD戦国伝 機動武者大戦
『新SD戦国伝 機動武者大戦』（しんエスディーせんごくでん きどうむしゃたいせん）は、1996年12月20日にバンダイから発売されたPlayStation用シミュレーションRPG。

## 概要
SD戦国伝における超機動大将軍編と武神輝羅鋼編の間に起こった物語を舞台にしたSLG。七人の超将軍編、超機動大将軍編、武神輝羅鋼編の武者が多数登場している。
主人公は、月影頑駄無、飛燕頑駄無、龍虎頑駄無（名前は変更可能）の3人の中から1人を選ぶ。初回限定版にはBB戦士武者號斗丸のメッキバージョンがついていた。
この作品は光と闇の戦いではなく、光と闇の共存を描いている。

## ストーリー
號斗丸と超機動大将軍の活躍により平和がもたらされた天宮（アーク）の国だったが、光と闇のバランスが崩れたため時空を越えて覇道闇軍団がやってきてしまう。行方不明の父、鉄心頑駄無を探す旅をしていた若武者はその事実を伝える為、大将軍のいる烈帝城へと向かう。烈帝城の壁から現れた壁画により機動武者の存在を知った頑駄無軍団は、天宮を救うため機動武者を復活させようとするのであった。

## 登場人物
括弧内はモチーフとなった兵器・キャラクター。ただし、モチーフについて公式には発表されていないので諸説ある。

### 頑駄無軍団
月影頑駄無＜ツキカゲガンダム＞
主人公。接近戦を得意とする。獅子形態へ変形できる。
飛燕頑駄無＜ヒエンガンダム＞
主人公。術法戦を得意とする。飛行形態へ変形できる。
龍虎頑駄無＜リュウコガンダム＞（武者精太頑駄無）
主人公。中距離戦を得意とする。ケンタウロス形態へ変形できる。なお、3人の主人公の中で、唯一BB戦士の組み換えで再現可能。
たまやの頑巨砲＜ガンキャノン＞（ガンキャノン）
花火師。不良にからまれていたところを主人公に助けられる。
のっそり頑戦車＜ガンタンク＞（ガンタンク）
花火師。不良にからまれていたところを主人公に助けられる。

#### 大将軍と関係者
飛駆鳥大将軍＜ビクトリーダイショウグン＞
「七人の超将軍編」より登場した大将軍。覇道国の者達が闇の三権化を復活させて天災を鎮める方法に別の方法を考えていた。また、覇道国に起きた天災の原因が天宮であることに責任を持っている。
ゲームでは「大将軍」と表記されている。
剣聖副将軍＜ケンセイフクショウグン＞
「七人の超将軍編」に登場した烈空頑駄無が出世した姿。
隠密副将軍＜おんみつふくしょうぐん＞
「七人の超将軍編」に登場した烈破頑駄無が出世した姿。
武志、野武志（ブッシ、ノブッシ）
烈帝城の一般兵。

#### 闘覇五人衆
「超機動大将軍編」より登場した5人。
武者號斗丸＜ムシャゴッドマル＞（ゴッドガンダム）
輝龍頑駄無＜キリュウガンダム＞（ドラゴンガンダム）
武者真紅主＜ムシャマックス＞（ガンダムマックスター）
武者鷺主＜ムシャローズ＞（ガンダムローズ）
武者冒流刀＜ムシャボルト＞（ボルトガンダム）

#### 七人の超将軍
「七人の超将軍編」に登場した七人の将軍達。
荒鬼頑駄無＜コウキガンダム＞（四代目頑駄無大将軍）（ガンダムNT-1）
雷鳴頑駄無＜ライメイガンダム＞（二代目頑駄無大将軍）
獣王頑駄無＜ジュウオウガンダム＞（頑駄無大将軍）
天地頑駄無＜テンチガンダム＞（三代目頑駄無大将軍）
千力頑駄無＜センリキガンダム＞ （千生大将軍）
爆流頑駄無＜バクリュウガンダム＞（シャイニングガンダム）
鉄斗羅頑駄無＜テトラガンダム＞（ガンダムGP-04）
「光闇の楯」を狙われる。

#### 武零斗忍軍
「超機動大将軍編」より登場。
武零斗＜ブレード＞（ガンダムシュピーゲル）
武零斗忍軍の頭目。
彗心＜スイシン＞（ミナレットガンダム）
武零斗の部下。
彗蓮＜スイレン＞（ライジングガンダム）
武零斗の部下。
彗仙＜スイセン＞（ノーベルガンダム）
武零斗の部下だが、蜃鬼狼に操られてしまう。

#### 堂我一族
十四代目漣飛威＜ジュウヨンダイメサザビィ＞（サザビー）
堂我一族統領。「闇の鎧」を狙われる。
毘龍＜ヒリュウ＞
堂我一族副統領。
義羅＜ギラ＞（ギラ・ドーガ）
堂我一族下忍。
千手姫＜センジュヒメ＞（パラス・アテネ）
十四代目漣飛威の許婚だが、覇道闇軍団に洗脳されて武装隊副官朧般若として戦う。エンディングで彗心と彗蓮は互いに好きである事を指摘していた。

#### その他の頑駄無軍団
鉄機武者爆進丸＜テッキムシャ・バクシンマル＞
「超機動大将軍編」に登場した人造武者。

### 覇道闇軍団
覇道国で起きた天災を止めるために天宮に来た者達と、新生闇軍団残党を洗脳した軍団。団員それぞれが天宮に対して憎悪を抱いている。エンディングで十三人衆は復活し鉄心頑駄無の均等制御装置完成に携わる。

#### 十三人衆
黒蝙蝠＜クロヘンプク＞（ガンダムMk-II）
特殊部隊隊長で、十三人衆の頭目。天宮を乗っ取り自らを国主になろうとする野心を持っていた。覇道武者に闇の三権化の魂を吸収させることを提案した。
天宮を憎悪し、光と闇の共存は不可能と考えている。
紅蛇蝎＜ベニダカツ＞（リグ・コンティオ）
炎魔隊隊長。性格は短気で荒い。かつて黒蝙蝠と戦ったことはあるが負けている。
氷鎌＜ヒョウレン＞（イフリート）
氷魔隊隊長。クールな性格。冷たい視線で威圧して、部下達を服従させている。冷たい物にこだわりを持つが、熱い物は苦手。
幻牙怒僧＜ゲンガオゾ＞（ゲンガオゾ）
雷撃隊隊長。斬首とは仲が良く、部下と共に飲みに行くこともある。趣味は背中につけてある太鼓を鳴らすことだが、鳴らすと雷雨もやってくる。
斬首＜ザンネック＞（ザンネック）
風撃隊隊長。斬首とは仲が良く、部下と共に飲みに行くこともある。
乱飢龍＜ランキリュウ＞（ドッゴーラ）
水魔隊隊長。水中戦を得意としている。冷静沈着で文武両道を重んじる。隊員を大事に扱うため部隊の結束は固い。
銀翼＜ギンヨク＞（ジオング）
空魔隊隊長。卑怯な性格。全身が金属製のカラクリで構成されている為、鉄機武者に近い所を持つ。
輪入道＜ワニュウドウ＞（ジャバコ）
陸戦隊隊長。親分肌の持ち主で、部下を率いて先陣を取る。
隼天狗＜ハヤブサテング＞（メッメドーザ）
武闘隊隊長。好戦的で戦う相手を探している。
艶麗＜エンレイ＞（ゴトラタン）
武装隊隊長で女性。気が強く神経質で、身だしなみに厳しい。また、ブランド好き。故郷の覇道国を愛しており、天災の原因を作った天宮を憎んでいる。蜃鬼狼とは仲が悪い。
虎狼角＜コロウカク＞（グフ）
妖魔隊隊長。唸り声を上げたりする。巨大で虎の顔を持つが、この姿は変幻した姿で本来の姿は虎柄のグフ。一時期頑駄無軍団に入り影虎丸＜ カゲトラマル ＞と名乗り、主人公の必殺技と機動武者の情報を収集し、砂アリ地獄で消息を絶ち覇道闇軍団と合流。終盤はこの姿で戦うことが多い。
斬鬼＜ザンキ＞（ギラ・ドーガ（サイコミュ試験型））
忍者隊隊長。行動的で、執念深い性格の持ち主。
艶麗とは共に登場することが多く、何かと気遣っている。爆流頑駄無に「薄汚いネズミ」と言われた時は殺意を出していた。
蜃鬼狼＜シンキロウ＞（リグ・シャッコー）
呪術隊隊長。彗仙を操り、その影で副官を名乗っていた。オカマ口調で、艶麗とは仲が悪い。

#### 副官
黄金蜘蛛＜コガネグモ＞（アラクノガンダム）
特殊部隊副官。副官だが隊長達と対等に話すことが出来る実力を持つ。蜃鬼狼と艶麗の仲違いには仲裁をしている。
鋼殻＜コウカク＞（アビゴル）
武闘隊副官。豪快熱血な性格を持つ。
幻妙＜ゲンミョウ＞（ファラオガンダムIV世）
妖魔隊副官。自分に甘く他人に厳しいが、虎狼角への忠誠心は確かなもの。虎狼角不在時には指揮をとっていた。

#### 隊員
突々法師＜ツクツクほうし＞（アッガイ）
武闘隊足軽。
飛蝗飢＜ヒコウキ＞（ジャムル・フィン）
風撃隊足軽。
蛇蝎＜ダカツ＞（コンティオ）
炎魔隊足軽。
怒壺＜ドツボ＞（ゾック）
氷魔隊足軽。
渦潮河童＜うずしおガッパ＞（ズゴックE）
水魔隊足軽。
海星＜カイセイ＞（ガルグイユ）
水魔隊足軽。
氷蟲＜ヒョウチュウ＞（シャイターン）
氷魔隊足軽。
蝦蟇法師＜ガマホウシ＞（デナン・ゲー）
呪術隊足軽。
猪王砕＜イオウサイ＞（ジム改）
特殊部隊足軽。
砲壊＜ほうかい＞（ザクII＋スキウレ）
武装隊所属の砲撃手。
牙鬼＜ガキ＞（ゾリディア）
忍者隊下忍
蘇芳鬼＜スオウキ＞（トムリアット）
空魔隊足軽。
削岩亀＜サクガンキ＞（ガッシャ）
武装隊足軽。
旋風鬼＜センプウキ＞（量産型キュベレイ）
風撃隊くノ一。
牙車髑髏＜ガシャドクロ＞（ゲドラフ）
陸戦隊足軽,車輪(アインラッド)に乗っている。
錻力車＜ブリキグルマ＞（ブルッケング）
陸戦隊足軽,同じく車輪に乗った。
爪鬼＜ソウキ＞（ゾロアット）
忍者隊下忍
真赭鬼＜マソウキ＞（ゾロ（クロノクル専用機））
空魔隊足軽。
迅雷＜ジンライ＞（シュツルム・ディアス）
雷撃隊足軽。
雷雲＜ライウン＞（ジュアッグ）
雷撃隊足軽。

##### 妖怪
蟹入道＜かににゅうどう＞（グラブロ）
蜈蚣＜ゴコウ＞（サンドージュ）
花蝶扇＜かちょうせん＞（ビルケナウ）
傀儡入道＜クグツニュウドウ＞（ファントマ）
邪眼での幻覚攻撃を使う。

#### 新生闇軍団残党
炎蒸＜ホウジョウ＞（ゲルググJ)、熱鬼兵＜ネッキヘイ＞（ザクIIF2型） 、火影坊＜ホカゲボウ＞（ドワッジ改）
元炎魔忍軍所属,覇道闇軍団炎魔隊足軽。
鳳仙花＜ホウセンカ＞（ラフレシア）
元炎魔忍軍の妖怪,覇道闇軍団妖怪。
氷虎＜ヒョウコ＞（ドラッツェ）
元氷魔忍軍の妖怪,覇道闇軍団妖怪。
霧氷斎＜ムヒョウサイ＞（シーマ専用ゲルググM）
氷魔忍軍所属。
爆妖飢＜バクヨウキ＞（ドム・トローペン） 、蛇幻＜ジャゲン＞（ドライセン）
元妖魔忍軍所属,覇道闇軍団妖魔隊足軽。
妖雷＜ヨウライ＞（ギラ・ドーガ重装型）
元妖魔忍軍所属,覇道闇軍団妖魔隊足軽。妖怪・蝦蟇＜ガマ＞（アッザム）を操り、二身一体の姿で現れる。
呪怪入道＜ジュカイニュウドウ＞（ザメル）
元妖魔忍軍超重量級妖怪,覇道闇軍団妖怪。
紅陽炎＜ベニカゲロウ＞（リゲルグ） 、鵬翼＜ホウヨク＞（リック・ドムII）
元空魔忍軍所属,覇道闇軍団空魔隊足軽。

#### その他（覇道）
鬼王斎＜キオウサイ＞
用心棒。特別合戦にのみ登場する敵。
死霊武者＜シリョウムシャ＞
泥人形。

#### 闇の三権化
「天下統一編」に登場した3体の闇の三権化。闇の三神器によって復活。倒された後、怨念が残りそれが覇道武者覇道邪神に吸収された。
黒魔神＜くろまじん＞
闇皇帝＜やみこうてい＞
黒魔神闇皇帝＜くろまじんやみこうてい＞

### その他
鉄心頑駄無＜テッシンガンダム＞
主人公の父親。元頑駄無軍団の北方の地・俄雲乱土方面守備隊隊長。困った者を助ける人格者で多くのものに慕われていた。
魔星との最中に覇道闇軍団と出会い天宮が原因で来たことに責任を感じ、罪滅ぼしとして烈帝城にて大将軍に辞表を提出して光と闇の均等を取り戻そうとした。黒蝙蝠の姿で主人公に会いこれ以上深入りさせないように警告した。主人公に戦い均等制御装置の存在を教えたが、黒蝙蝠の裏切りで死亡。
エンディングでは復活する。
爆斬先生＜バクザンセンセイ＞（ゼウスガンダム）
道場師範。
転鎧＜テンガイ＞（ネロ）
爆斬の弟子。
起槍＜キソウ＞（ジェガン改）
爆斬の弟子。
魔星頑駄無＜マスターガンダム＞（マスターガンダム）
「超機動大将軍編」に登場した轟天頑駄無の弟。「天剣絶刀」を狙われる。エンディングではこの戦いで自身の野望成就のため子供を育てている。
メロン
特別合戦一章に登場するメロン。攻撃してくる。自称「高級メロン様」。

#### 是駆三兄弟
死乃辺峠と雷瀬溜湖の間にある振打ヶ原で毎年行われる武芸大会に登場する兄弟。メロン割りを好み、メロン割りに来なかった武芸者達を変に思っていた。主人公からメロン割りに並ならぬ執念を持っていたされている。
古是駆＜こぜく＞（ゼク・アイン第3種兵装）
是駆三兄弟長男。
今是駆＜こんぜく＞（ゼク・アイン第2種兵装）
是駆三兄弟次男。
新是駆＜しんぜく＞（ゼク・ツヴァイ）
是駆三兄弟三男。

## 用語
闇の三神器
鉄斗羅の持つ「光魔の楯」、漣飛威の持つ「闇の鎧」、魔星の持つ「天剣絶刀」をさす。鉄心頑駄無は光と闇の均等を保つために使用しようとしたが、覇道闇軍団は闇の三権化の復活に使用した。
均等制御装置
鉄心頑駄無が作り出した光と闇の制御装置。闇の三神器を使用している。

## 機動武者
機動武者轟天號（きどうむしゃ ごうてんごう）
その昔古の武者、駄舞留精太が機動武者の試作品として製作された巨大カラクリ武者。だが、あまりにも強力だったため使われずに愚羽山（グワンザン）に封印されていた。烈帝城に隠されていた壁柄によりその存在が確認され、天宮の国に危機が訪れたとき、光の勢力である頑駄無軍団が集まる事により復活する。轟天號が復活時に巨大なライフルを持っていたが、覇道邪神を大破させるだけの威力があったものの3回の使用で大破する。復活時は下半身が埋まったままの状態であった。その姿は轟天頑駄無に酷似しているが、関連性は不明。
機動武者轟天號改（きどうむしゃ ごうてんごうかい）
駄舞留精太の残した設計図と自武羅流樽（ジブラルタル）の町にあった部品を元に、カラクリ一門の爆流頑駄無が最強装備の太陽轟天砲を復元、飛駆鳥大将軍の力を借りて復活した轟天號。両肩の強力な太陽砲「太陽轟天砲」は飛駆鳥大将軍の持つ頑駄無結晶のパワーを利用する。その威力は1撃で邪神大帝を葬り去った程だが、余りにも強力なため轟天號改自体も大破してしまう。
覇道武者覇道邪神（はどうむしゃ はどうじゃしん）
その昔、闇の勢力が轟天號に対抗して作り出した巨大カラクリ武者。だが、余りにも強力だったため実戦には使われずに愚羽山（グワンザン）に封印されていた。しかし、轟天號の復活時の熱源を察知して目覚めるように細工がしてあり、覇道闇軍団に利用される事となる。両肩からは強力な原子熱線砲を発射する。復活時は下半身が埋まったままの状態であった。
覇道武者邪神大帝（はどうむしゃ じゃしんたいてい）
闇の三権化の怨念を吸収して復活した覇道邪神。下半身が大蛇のような姿になり、胸の前に「滅」の文字を浮かび上がらせそこから強力な破壊力のエネルギーを放出する電磁重核砲が使えるようになった。機動武者轟天號改の太陽轟天砲で大破した。